# Hannah Murray
Hannah Murray (Bristol, 1º luglio 1989) è un'attrice britannica, meglio conosciuta per aver interpretato il ruolo di Cassie Ainsworth nella serie TV Skins dal 2007 al 2008 ed il ruolo di Gilly nella serie televisiva Il Trono di Spade.

## Biografia
Figlia di genitori professori universitari, frequentò il North Bristol Post 16 Centre e fu membro del Bristol Old Vic Young Company. Murray sta attualmente studiando Inglese al Queens' College dell'Università di Cambridge.  Debuttò nella serie televisiva Skins, interpretando il ruolo di Cassie Ainsworth, un'adolescente con disturbi alimentari. Lei e April Pearson furono le prime due ad entrare nel cast dello show. Murray apparve nelle prime due serie di Skins, andate in onda in Gran Bretagna dal 2007 al 2008 su E4. L'attrice, così come tutti gli altri membri del cast (tranne Kaya Scodelario che ha interpretato Effy Stonem), fu presente solo nella prima e nella seconda stagione dello show. Alla decisione di cambiare il cast, Murray disse "sarebbe davvero stupido essere in una fiction di adolescenti se non sei più un adolescente".
Dopo Skins, nel maggio del 2008 Hannah Murray debuttò in teatro interpretando Mia in That Face, una commedia di Polly Stenham in due atti, molto apprezzata dalla critica e in scena al Duke of York's Theatre di Londra. Lo stesso anno ebbe un ruolo minore nella commedia nera In Bruges - La coscienza dell'assassino, ma la scena che girò fu tagliata dalla versione finale del film. Nel 2009 la Murray apparve nell'adattamento televisivo (andato in onda su ITV) del romanzo di Agatha Christie Why Didn't They Ask Evans? (Perché non l'hanno chiesto a Evans?) e in Womb, presentato nel 2010.
Nel 2010 apparve nel film I segreti della mente (Chatroom), basato sul lavoro di Enda Walsh e diretto da Hideo Nakata. Nel gennaio dello stesso anno, apparve nella serie Above Suspicion, un adattamento del romanzo di Linda La Plante. Murray è apparsa, a partire dalla seconda stagione, nel Il Trono di Spade, interpretando il ruolo di Gilly per poi entrare a far parte del cast principale a partire dalla quarta. Inoltre interpretò il ruolo di una ragazza hippie nel film di Tim Burton Dark Shadows. Nel 2017 recitò in Detroit, pellicola di Kathryn Bigelow.

## Filmografia

### Cinema
- I segreti della mente (Chatroom), regia di Hideo Nakata (2010)
- Womb, regia di Benedek Fliegauf (2010)
- Little Glory, regia di Vincent Lannoo (2011)
- Dark Shadows, regia di Tim Burton (2012)
- Codice fantasma (The Numbers Station), regia di Kasper Barfoed (2013)
- God Help the Girl, regia di Stuart Murdoch (2013)
- Lily and Kat, regia di Micael Preysler (2013)
- Bridgend, regia di Jeppe Rønde (2015)
- El elegido, regia di Antonio Chavarrías (2016)
- Detroit, regia di Kathryn Bigelow (2017)
- Charlie Says, regia di Mary Harron (2018)

### Televisione

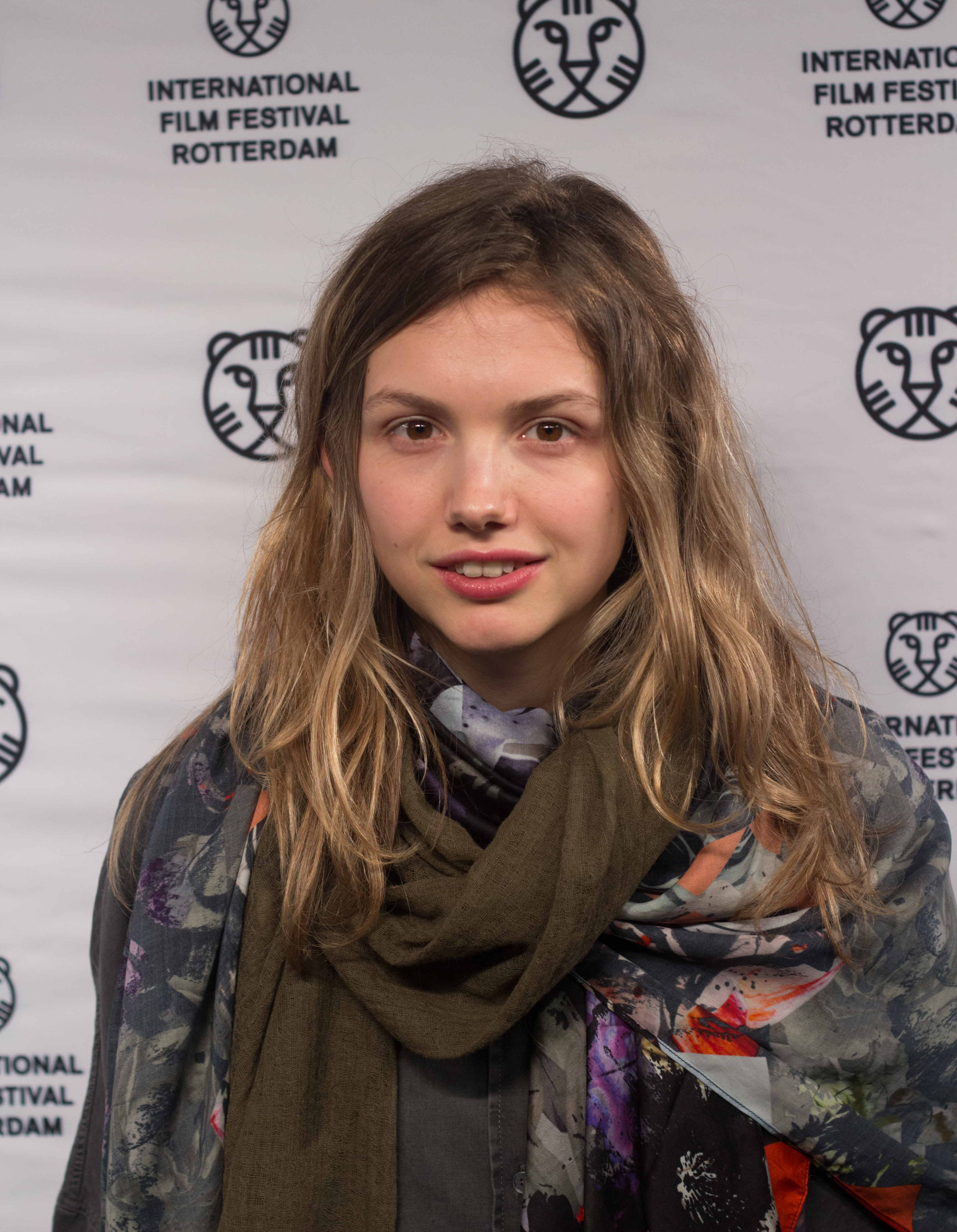
Hannah Murray all'International Film Festival di Rotterdam 2015.

- Skins – serie TV, 17 episodi (2007-2008, 2013)
- Miss Marple (Agatha Christie's Marple) – serie TV, episodio 4x04 (2009)
- Above Suspicion – serie TV, episodi 2x02-2x03 (2010)
- Il Trono di Spade (Game of Thrones) – serie TV, 27 episodi (2012-2019)

## Riconoscimenti
- MonteCarlo TV Festival 2008 – Candidatura come migliore attrice per Skins[8]
- NXG Awards 2008 – Candidatura come migliore attrice per Skins[9]
- Premi BAFTA 2009 – Audience Award (TV) per Skins[10]
- Screen Actors Guild Awards 2013 – Candidatura per il miglior cast in una serie drammatica per Il Trono di Spade[11]

## Doppiatrici italiane
Nelle versioni in italiano dei suoi film, Hannah Murray è stata doppiata da:
- Valentina Favazza in I segreti della mente, Il Trono di Spade
- Giulia Franceschetti in Codice fantasma
- Lavinia Paladino in Charlie Says
- Gaia Bolognesi in Detroit
- Chiara Gioncardi in Womb
- Ilaria Stagni in Skins
- Greta Bonetti in Charlie Says